# Macuo Basó
Macuo Basó (japánul: 松尾 芭蕉, Hepburn-átírással: Matsuo Bashō, született Macuo Csúemon Munefusza néven; japánul: 松尾 忠右衛門 宗房, Hepburn-átírással: Matsuo Chūemon Munefusa) (Ueno, 1644 – Oszaka, 1694. november 28.) az Edo-kori Japán egyik leghíresebb költője. Élete során a haikai no renga formában írt műveiért ismerték el; ma, évszázadokkal később pedig a haiku (akkoriban hokku) legnagyobb mestereként tartják számon. Macuo Basó költészete nemzetközileg is elismert; Japánban pedig több műve is megtalálható emlékműveken. Bár Nyugaton jogosan híres hokkuverseinek köszönhetően, ő maga úgy hitte, legjobb munkái a renku stílusból származtak. Ahogy idézni szokták: „Követőim közül sokan tudnak olyan jól hokkut írni, mint én. Ahol én megmutatom, ki is vagyok, az a haikai versek átkötései.”
Már fiatalon elkezdett költészettel foglalkozni, s miután beilleszkedett Edo (modernkori nevén Tokió) szellemi életébe, hamar Japán-szerte ismertté vált. Kenyerét tanárként kereste; de miután lemondott az irodalmi körök társasági és városi életéről, bejárta szerte az országot keletre és nyugatra, eljutva egészen az északi területekig azért, hogy inspirációt gyűjtsön. Verseit átitatják első kézből szerzett tapasztalatai az őt körülvevő világról, gyakran egyszerű képekben megragadva a jelenetekben rejlő érzéseket.

## Életrajz

### Korai évek
Macuo Basó 1644-ben született az Iga tartománybeli Ueno közelében. A Macuo család szamurájok leszármazottja, édesapja feltehetően musokunin volt, a birtokos parasztok rétegének tagja, akik a szamurájok bizonyos kiváltságait kapták.
Gyerekkoráról keveset tudni. Késői tizenéves korában Todo Jositada (kandzsival: 藤堂 良忠) szolgálatába állt, és valószínűsíthetően nem promotálták a szamuráj osztály teljes jogú tagjaként. Néhány korabeli forrás szerint szakácsként vagy konyhai dolgozóként foglalkoztatták, de ezekre perdöntő bizonyítékok nem utalnak. Későbbi felvetések szerint kiválasztották arra, hogy Jositadát szolgálja mint inas (japán nevén koshōként), amely alátámasztja, hogy fiatalkorában lépett az ő szolgálatába.
Osztozott Jositada haikai no renga iránt érzett szeretetében, amely egyfajta összevont, költői műfaj. A költői sorozat egy 5-7-5 mora alapegységgel kezdődik; az ilyen versszakokat nevezték hokku-nak, amely évszázadokkal később különálló műfajként, a haikuként élt tovább. A hokku más költőtől származó, ám az előzőhöz kapcsolódó 7-7 morás versszakkal folytatódott. Jositadához hasonlóan Basó is haigót (japánul 俳号), más néven haikai írói álnevet választott magának: a Sóbó (japánul: Sōbō 宗房) születési nevének, a Munefuszának (japánul 宗房) az onjomi (Sino-Japán) olvasata.
Első feljegyzett verse 1662-ben jelent meg. Basó és Jositada 1665-ben néhány ismerősükkel közösen alkotott egy hyakuin-t, vagyis egy száz versszakból álló renku verset. 1666-ban Jositada váratlan halálát követően megszűnt Basó szolgasága. Ebből az időszakból bár nem származnak feljegyzések életével kapcsolatban, úgy hiszik, feladott minden lehetőséget, hogy szamuráj lehessen, és elhagyta otthonát. Az életrajzírók több lehetséges okot és helyszínt vetettek fel, köztük annak a lehetőségét is, hogy viszonyt folytatott egy sintó mikóval, Jutei-jel (kandzsival: 寿貞), de ez valószínűleg nem igaz. Basó saját elmondásai is homályosak ezt az időszakot illetően, úgy emlékezett vissza mint „az idő, melyet tisztességes földbirtokosként földje használatával töltött”, valamint „az időszak, amikor lenyűgöztek a homoszexuális szerelem útjai” – arra nincs bizonyíték, hogy valódi szenvedélyről, avagy fiktívről szólt. Bizonytalan volt, hogy hivatásos költőként keresse-e a kenyerét; saját szavaival élve: „az alternatívák küzdelme nyughatatlanná tette az életem”. Határozatlanságát feltehetően befolyásolta az is, hogy a renga és a haikai no renga még nem volt annyira elterjedt mint komoly művészi törekvés, hanem inkább mint közösségi tevékenység. Versei mindenesetre továbbra is megjelentek különböző antológiákban (1667, 1669, 1671), 1672-ben pedig a Teitoku iskola több írójával közösen kiadtak egy gyűjteményt The Seashell Game (japánul: Kai Ōi 貝おほひ; magyarul megközelítően: Kagylójáték) címen. Az év tavaszának környékén Edóba költözött, hogy elmélyítse tudását a költészetről.

### A hírnév útján
Nihonbasi divatos irodalmi köreiben Basó hamar népszerűvé vált egyszerű, természetes stílusának köszönhetően. 1674 során behívták a haikai alkotók belső körébe is, aminek köszönhetően privát leckéket vehetett Kitamura Kigintől. Amikor a haikai danrin iskola alapítója és vezetője, Nisijama Sóin Oszakából Edóba érkezett 1675-ben, Basó azon költők között volt, akiket közös alkotásra invitált. Ekkor vette fel a Tosze (japánul: Tōsē 桃青) haikai írói álnevet, és 1680-ra már teljes munkaidőben tanított húsz tanítványt, akik a Tosze iránt érzett tiszteletük kifejezéseként kiadták The Best Poems of Tōsei's Twenty Disciples (japánul: Tōsei-montei Dokugin-Nijukasen 桃青門弟独吟二十歌仙; magyarul megközelítően: Tosze húsz tanítványának legjobb versei) munkájukat. Az év telén mindenkit meglepve a Fukagawa folyó másik partjára költözött, el a nyilvánosság elől, hogy visszahúzódóbb életet folytasson. A tanítványai építettek neki egy falusias kunyhót, és japán banánfát (japánul: bashō 芭蕉) ültettek a kertjébe, első saját otthonát adva ezzel neki.
Sikerei ellenére elégedetlen és magányos volt. Zen meditációt kezdett gyakorolni, de úgy tűnt, ez sem nyugtatta le az elméjét. 1682 telén leégett a kunyhója, nem sokkal később, 1683 elején pedig elhunyt az édesanyja. Ezt követően Jamurába utazott, hogy egy barátjánál maradjon. 1683 telén a tanítványai egy másik kunyhót adtak neki Edóban, de ez a kedélyén nem javított. 1684-ben egyik tanítványa, Takarai Kikaku egy gyűjteményt adott ki az ő és más költők verseiből japánul Minasiguri 虚栗; magyarul megközelítően Zsugorított v. aszalt gesztenyék) címen. Még abban az évben elindult (a négyből) első nagy utazására.

Egyedül utazott, letérve a kitaposott ösvényről, amely egy volt Edo öt útja közül, amit a középkori Japánban roppantul veszélyesnek tartottak – és amin elsőre maga is azt hitte, hogy vagy a semmi közepén fog meghalni, vagy pedig banditák keze által. Ennek ellenére, ahogy telt vándorútja, úgy javult a lelke és vált ismerősebbé az úttal. Sok barátra lelt, és megtanulta élvezni az évszakok és tájak váltakozását. Versei már kevésbé voltak befelé fordulóak, és inkább rácsodálkozó hangot ütöttek meg:
„Havas reggelen, 
ó, bármit megbámulnak, 
még egy lovat is” (Tandori Dezső fordítása)
Útja Edóból eljuttatta a Fudzsi-hegyig, Uenóig és Kiotóig. Számtalan költővel találkozott, akik a tanítványainak nevezték magukat, és tanácsait kérték; azt mondta nekik, hagyják figyelmen kívül a kortárs Edo stílusát, beleértve a saját említett művét is, mert mint állította: „sok versszak megvitatásra se érdemes”. 1685 nyarán tért vissza Edóba, az út alatt kihasználva idejét, még több hokkut és kommentárt írt életéről:
„Év vége. S én még
szalmakalapban és szandállal.
Kinek vendége?” (Pető Tóth Károly fordítása)
Miután visszatért Edóba, boldogan folytatta a tanítást kunyhójában, ámbár titokban már következő utazását tervezte. Útja alatt írt versei japánul Nozarashi kikō 野ざらし紀行; magyarul megközelítően A mező expozíciójának mértéke címen jelentek meg. 1686 elején írta meg egyik legjobban emlékezett haikuját:
„Öreg tó vize,
a béka belepottyan,
loccsanva csobban” (Pohl László fordítása)
Történészek úgy hiszik, ez a verse azonnal híressé tette őt: áprilisban Edo költői összegyűltek Basó kunyhójánál egy haikai no renga versenyre, melynek témája a verseny csúcsának számító, az ő hokkujának tiszteletére, a béka volt. Edóban maradt, tovább tanított és versenyeket tartott, 1687 őszén egy rövidebb utat tett vidékre a holdnézésre, valamint 1688-ban egy hosszabb utazásra indult Uenóba, a holdújévet megünnepelni. Edói otthonába néha visszavonult: aközött vacillált, hogy elutasítja-e látogatóit vagy örvendjen-e a társaságuknak.

### Oku no Hoszomicsi
Basó tervei között egy újabb hosszú utazás szerepelt, amelyet a mesterművének tartott, japánul Oku no Hoszomicsi 奥の細道; magyarul Keskeny út északra címen írt le, és amely 1689. május 16-án kezdődött, amikor is elhagyta Edót tanítványaival és inasával, Kavai Szorával, útnak indulva Honsú északi tartományai felé. Június 29-én érték el Hiraizumit, majd miután a sziget nyugati oldalán haladva bejárták Kiszakatát július 30-án, elindultak visszafelé. Az összesen 150 napos utazás alatt összesen 600 rit (2400 km) tett meg Honsú északkeleti területein, 1691 végén visszatérve Edóba. Mire elérte a Gifu prefektúrai Ógakit, már készen volt az útinapló. Három éven át szerkesztette, mígnem 1694-ben elkészült a végleges verzió. Az első kiadás posztumusz jelent meg, 1702-ben. Azonnali siker lett, és számos másik költő követte kalandozásának útján. Gyakran tekintették legkiválóbb munkájának, melyben olyan hokkuk szerepelnek, mint:
„Tenger morajlik 
Szado szigete fölött
Tejút kanyarog” (Vihar Judit fordítása)

### Utolsó évei
Az 1691-es téli visszatérését követően már a harmadik kunyhójában élt,  amelyet ugyancsak tanítványai biztosítottak neki. Ezúttal azonban nem volt egyedül: befogadta barátját, Juteit és egyik unokaöccsét, akik mindketten betegségből lábadoztak. Rengeteg látogatója is akadt.

Mégis kényelmetlenül érezte magát. Egy barátjának így írt: „zavarva a többiektől, nem találom a lelki békém”. Tanárként kereste kenyerét, és haikai összejöveteleken jelent meg egészen 1693 augusztusáig, amikor is bezárta kunyhójának ajtaját, és egy hónapig senkivel se volt hajlandó találkozni. Magáévá tette a karumi könnyűség elvét, amely egy félig buddhista filozófia a földi világ üdvözlésére ahelyett, hogy elszigetelné magát attól. Utoljára 1694 nyarán hagyta el Edót, és töltött időt Uenóban és Kiotóban, mielőtt megérkezett volna Oszakába. Gyomorbetegségtől szenvedett, tanítványai körében, békében hunyt el. Annak ellenére, hogy betegágyán már nem alkotott egy halálverset sem, a következő, még betegsége alatt írt verset fogadják el általánosan búcsúverseként:
„Úton, betegen,
aszó mezőkön álmom
barangol” (Végh József fordítása)

## Hatása és irodalmi megítélése
Basó ahelyett, hogy a mindmáig Japán-szerte népszerű kigo (kandzsival: 季語) formában írta volna verseit, inkább hokkuban fejezte ki környezetét és érzelmeit. Élete során széles körben elismerték erőfeszítéseiért és költészetének stílusáért – halála után pedig még inkább. Több tanítványa saját verseiről mondott idézeteit gyűjtötte össze, leghíresebb közülük Mukai Kjorai és Hattori Dohó volt.
A 18. században verseinek értékeltsége tovább nőtt, és az olyan kommentárírók, mint Isiko Szekisi és Moro Nanimaru hosszabban értekeztek a hokku versei kapcsolódásáról történelmi eseményekhez, középkori könyvekhez és más költők verseihez. Ezek a kommentárok gyakran túláradóan dicsérték Basó homályos utalásait. 1793-ban a sintó kormány is istenítette, és egy időben az őt ért kritikák szinte istenkáromlásnak számítottak.
A késői 19. századra az egyhangú imádat azonban véget ért. Maszaoka Siki, Basó vitathatatlanul legnagyobb kritikusa hosszasan értekezett bátor és őszinte kifogásairól stílusát illetően. Ennek ellenére Siki is jelentősen részt vett abban, hogy Basó költészete elérhetővé váljon angol nyelven is az értelmiség és a japán közönség felé is. Létrehozta a haiku kifejezést, amely leváltotta a hokkut, különálló 5-7-5 formaként az általa leginkább csodálatra méltó részére a haikai no renga költészetnek.
A 20. században folytatódott Basó költészetének kritikus megítélése Jamamoto Kenkicsi, Imoto Noicsi és Ogata Cutomu munkái nyomán. A század eredménye azonban az is, hogy munkáit sok ország fordította saját nyelvére, és adta ki. A nyugati közönség előnyben részesítette a haikut olyan formáknál, mint a tanka vagy a renga, ezáltal pedig alapvető helyet biztosított Basó számára a köztudatban mint japán költő és a haikunak mint japán költészeti formának. Néhány tudós mégis tévesen úgy hitte, hogy Basó találta föl a haiku műfaját.
Költészetének impresszionista és tömör képei nagy mértékben hatottak Ezra Poundra, az imagistákra, valamint a beatnemzedék költőire. Két versét a The New Yorker magazinban megjelent, J.D. Salinger által írt „Teddy” elbeszélés is népszerűsítette. 1979-ben az Nemzetközi Csillagászati Unió egy Merkúron felfedezett
becsapódási krátert nevezett el róla.

## Magyarul megjelent művei
- Japán haiku versnaptár. Matsuo Basho, Yosa Buson, Kobayashi Issa versei; fametszet Ando Hiroshige, ford. Tandori Dezső, vál. prózaford., utószó Halla István; Magyar Helikon, Bp., 1981
- Macuo Basó legszebb haikui; összeáll., bev. Vihar Judit; Fortuna-printer Art, Bp., 1996
- Százhetven haiku; ford. Fodor Ákos, vál., prózaford. Racskó Ferenc; Terebess, Bp., 1998
- Majoros Valéria fotói. Napvilág Könyves Galéria, 1999. május 27–június 28.; vers Matsuo Basho, Yosa Buson, Kobayashi Issa, ford. Tandori Dezső; Napvilág, Bp., 1999
- Kavicsok. Tandori Dezső haikufordításai; szöveg Matsuo Basho, Yosa Buson, Kobayashi Issa, ill. Tóth-Vásárhelyi Réka; Print-X, Bp., 2004
- Macuo Basó: 333 haiku, fordította Gy. Horváth László és Tandori Dezső, válogatta Gy. Horváth László, a jegyzeteket írta Gy. Horváth László és Nagy Anita, Európa Könyvkiadó, Lyra Mundi sorozat, 2009, ISBN 9789630787185
- Útinaplók; ford., bev., jegyz. Kolozsy-Kiss Eszter; Ráció, Bp., 2011 (Pagoda és krizantém) ISBN 9786155047138
- Észak ösvényein. Egy 17. századi japán költő verses útinaplója; szerk., ford. Vihar Judit, fotó Nagy Z. László, az eredeti japán szöveget Utagava Hirosige fametszetei díszítik; Vince, Bp., 2011 ISBN 978 963 303 047 9